# Drumul european E72
Drumul european 72 (E72) este un drum care leagă Bordeaux de Toulouse. Acesta urmează în mare parte traseul autostrăzii A62, corespunzând astfel, în mare măsură, părții vestice a Autoroute des Deux Mers („Autostrada celor Două Mări”).

## Traseu
| Franța       |                                 |             |                              |
|              | Traseu                          |             | Intersecții Drumuri Europene |
| N230         | Bordeaux - Bègles               | Bordeaux    | E05 E70 E606                 |
| A630 E05 E70 | Bègles - Villenave-d'Ornon      |             |                              |
| A62          | Villenave-d'Ornon - Montbartier | Auros       | E07                          |
| A62 E09      | Montbartier - Toulouse          | Montbartier | E09                          |
| A61          | Toulouse                        | Toulouse    | E80                          |